# Agitation Free
Agitation Free — группа краут-рока, образованная в Берлине в 1967 году.
Группа была заметным представителем Берлинской школы начала 1970-х годов, выпустив в 1972 году значимый для жанра альбом Malesch. Группа также известна тем, что в разное время в её составе играли и с ней сотрудничали многие видные представители Берлинской школы.

## История
Основателями Agitation Free были Михаель Гюнтер (бас-гитара), Лутц Улбрих (гитара), Лутц Людвиг Крамер (гитара) и Кристофер Франке (барабаны). Группа начинала с кавер-версий, но к концу 1967 года стала исполнять продолжительные импровизации и экспериментировать на сцене с психоделическими визуальными эффектами под влиянием калифорнийских групп Jefferson Airplane и Iron Butterfly.
К 1970 году Agitation Free стала заметной фигурой на арт-рок-сцене Берлина, выступая с такими родственными по духу коллективами, как Tangerine Dream, Amon Düül II и Guru Guru.
В 1970 году Крамера сменил в качестве гитариста Аксель Генрич, и в таком составе Agitation Free выступила на Первом прогрессивном поп-фестивале Германии в Берлинском дворце спорта. После ухода Генрича в Guru Guru в 1970 году и барабанщика Франке в Tangerine Dream в 1971 году, группа пригласила в свой состав гитариста Йорга Швенке, барабанщика Бургхарда Рауша и клавишника Михаэля Хенига.
В апреле 1972 года Институт Гёте организовал для группы поездку в Египет, Ливан, Грецию и на Кипр. Разнообразные впечатления от этой поездки легли в основу альбома Malesch, увлекательного конгломерата, составленного из записей экзотических звуков Ближнего Востока и большой доли краут-рока.
Группа стала набирать популярность и провела серию гастролей по Европе. Летом 1972 года Agitation Free приняла участие в мероприятиях культурной программы Олимпийских игр в Мюнхене. В 1973 году Agitation Free продолжала гастролировать по Франции и Германии и выпустила второй альбом 2nd, однако разочаровывающие результаты продаж, музыкальные разногласия и накопившаяся усталость привели к распаду группы. В 1974 году из группы ушел Швенке, а вслед за этим после прощального концерта группа самораспустилась.
Михаель Гюнтер и Лутц Улбрих попытались продолжить выступления под именем Lagoona, однако этот проект не принес особого успеха и прекратил существование к концу 1975 года.

### Возрождение группы
В 1998 году, почти через 25 лет после распада, бывшие члены Улбрих, Лютйенс, Гюнтер и Рауш решили возродить Agitation Free. В начале лета 1999 года они выпустили альбом River Of Return, музыка которого тесно связана с ранним экспериментальным звучанием группы, где плывущие медитативные настроения неожиданно взрываются поразительно мощным роком.
В 2007 году группа воссоединилась снова в составе 1974 года для серии концертов в Токио. В 2011 году был выпущен концертный альбом Shibuya Nights, записанный во время выступлений в Токио в 2007 году. В 2012 году группа совершила концертный тур в поддержку этого альбома.

## Музыкальный стиль и анализ творчества
Agitation Free исполнял психоделический, экспериментальный краут-рок с элементами эмбиента, экспериментальной электроники и гулами. Музыка гладких космических музыкальных текстур с замысловатыми партиями и музыкальным разнообразием в сочетании с тяжелым, полным драйва роком, сходным с Amon Duul II, но более убедительным, изысканным и развитым, а также джемов, напоминающих о The Grateful Dead, и блюз-рока в духе The Allman Brothers Band.
В произведениях много отличного музыкального взаимодействия и высококачественного исполнения, великолепные текстуры, мелодии и ритмические структуры. Многие песни создают психоделическую атмосферу погружения в транс, которые перемежаются с фрагментами, заряженными огненными и мелодичными эмоциональными гитарными партиями, крепкой, энергичной и сложной барабанной игрой, а также четко выраженной басовой партией. Все композиции Agitation Free — инструментальные, за исключением небольшой декламации на «Haunted Island».
Первый альбом группы Malesch — космический, агрессивный, психоделический, креативный, этнический (в основном, а коротких интерлюдиях, записанных в Египте), таинственный и плотно упакованный идеями. Второй альбом, названный 2nd — более спокойный и оптимистичный, с более теплыми и простым звуком, более длинными структурами и значительно большим акцентом на традиционный джем в духе The Grateful Dead. Если на Malesch песни сливаются друг с другом, образуя видимость гладко текущего, спокойного и непрерывного путешествия, то на 2nd песни по структуре более предсказуемые, более разнообразные по звуку и слушаются как независимые друг от друга работы.
Звук группы в чём-то схож (но все-таки четко отделим) с современниками по краут-року, такими как Ash Ra Tempel, Amon Düül II, Guru Guru, Brainticket, Yatha Sidhra и Kalacakra. С другой стороны, в звучании прослеживается влияние основанного на блюзе джем-рока The Grateful Dead и the The Allman Brothers, особенно, на альбоме 2nd. Несколько позднее сходное звучание имели группы Asia Minor и Anyone's Daughter.

## Значение группы
Со временем стало очевидно, что Agitation Free со своей открытостью в направлении постоянного экспериментирования была одной из самых важных групп Берлинской школы и дала толчок развитию многих музыкантов. Кристофер Франке стал ключевой фигурой в составе всемирно признанной группы Tangerine Dream. Михаэль Хениг работал с Клаусом Шульце и Tangerine Dream и записал очень интересный сольный альбом, прежде чем начать карьеру кинокомпозитора в Голливуде. Аксель Генрич выступал в составе Guru Guru. Лутц Улбрих был членом группы Ashra, работал с бывшей вокалисткой Velvet Underground Nico, выпускал сольные альбомы и музыку для театральных постановок, а в последние годы добился успеха с группой 17 Hippies.

## Нынешние члены группы
Михаэль Гюнтер — бас-гитара Michael Gunther — bass guitar
Лутц Улбрих — гитара
Бургхард Рауш — барабаны
Михаэль Хениг — клавишные, электроника
Гастл Лютйенс — гитары

### Бывшие члены группы
Кристофер Франке — барабаны
Лутц Людвиг Крамер — гитары
Аксель Генрич — гитары
Йорг Швенке — гитары
Стефан Диез — гитары

## Дискография
1972 — Malesch
1973 — 2nd
1976 — Last (концертная запись 1974 года)
1995 — Fragments (концертная запись 1974 года)
1998 — At the Cliffs of River Rhine (концертная запись 1974 года)
1999 — The other sides of Agitation Free (концертная запись 1974-75 годов)
1999 — River of Return
2011 — Shibuya Nights (концертная запись 2007 года)